# Sunstone Knoll
Der Sunstone Knoll ist ein kleiner vulkanischer Hügel im Millard County, Utah. Er liegt südlich von Delta direkt an der Utah State Route 257.
Die offizielle Bezeichnung der 1377 Meter hohen Erhebung ist Sunstone Knoll East Borrow Pit.

## Beschreibung

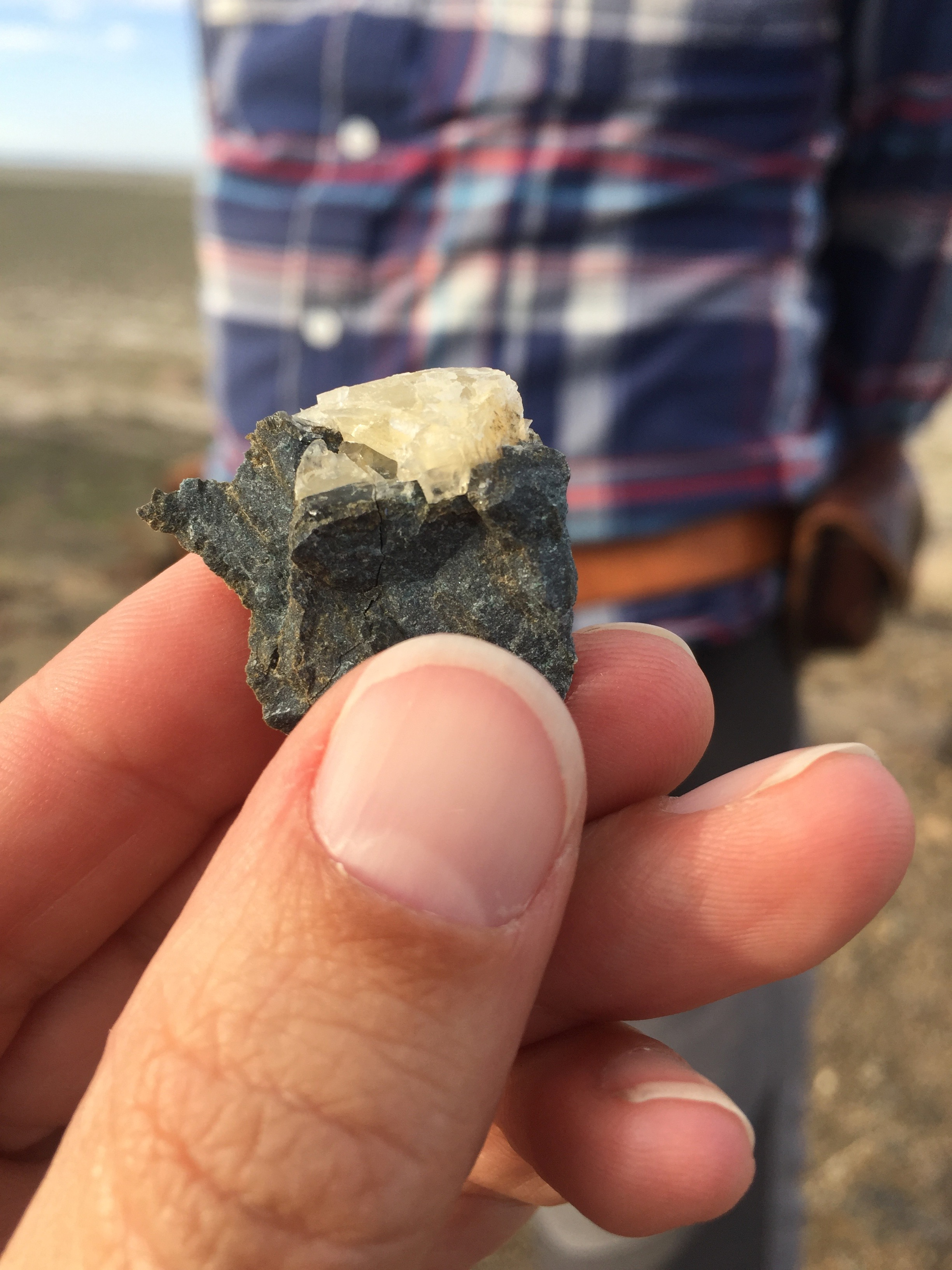
Fundstück vom Sunstone Knoll:
Ein „Sunstone“ auf Basalt

Wie der Pot Mountain weiter westlich ist der Sunstone Knoll eine kleine vulkanische Erhebung des Black-Rock-Desert-Vulkanfelds. Er entstand ungefähr im frühen bis mittleren Pleistozän. Der Basalt des Hügels enthält große Einschlüsse von durchsichtigem, gelblichem Labradorit. Von diesen in der Sonne glänzenden Steinen, die auf Englisch Sunstones genannt werden, leitet sich der Name des Sunstone Knolls ab. 
Es gibt einen privaten Claim, das Sammeln der Mineralien auf öffentlichem Boden ist gestattet, da Sunstone Knoll dem Bundesstaat Utah gehört.

## Gleichnamiger Meteorit
Am 21. Mai 1985 wurde am Ufer des Little Salt Lake im Millard County in Utah ein Meteorit gefunden, der ebenfalls den Namen „Sunstone Knoll“ erhielt und aus Hypersthen, Chondrit und Mineralen der Olivingruppe besteht.